# Chroniques de Téhéran
Pour plus de détails, voir Fiche technique et Distribution.
Chroniques de Téhéran (en persan : آیه‌های زمینی, Ayeh haye zamini) est un film iranien réalisé par Ali Asgari et Alireza Khatami, sorti en 2023.
Le titre original du film (qui se traduirait par « Versets terrestres ») rend hommage au poème éponyme de Forough Farrokhzad, qui fut une importante source d'inspiration pour les deux réalisateurs.

## Synopsis
Des Iraniens et des Iraniennes essayent de faire valoir leurs droits dans le système de leur pays, que ce soit l'administration ou l'école, dans les relations de travail ou les démarches de la vie courante.
Par l'intermédiaire de ces neuf histoires situées à Téhéran, le poids écrasant de la politique et de la religion au service du pouvoir éclate au grand jour et se trouve dénoncé.

## Construction
Le film, qui s'ouvre par une vue panoramique Téhéran et se clôt sur le plan d'un vieil homme assis devant une table de travail, est découpé en neuf séquences en plan fixe portant le nom du protagoniste à l'écran ou de celui ou celle dont il est question (David, Selena, Aram, Sadaf, Faezeh, Farbod, Siamak, Ali, Mehri).

## Fiche technique
- Titre : Chroniques de Téhéran
- Titre original : (en persan : آیه‌های زمینی, Ayeh haye zamini)
- Réalisation : Ali Asgari et Alireza Khatami
- Scénario : Ali Asgari et Alireza Khatami
- Photographie : Adib Sobhani
- Son : Alireza Alavian
- Montage : Ehsan Vaseghi
- Production : Ali Asgari, Milad Khosravi
- Sociétés de production : Taat Films, Seven Springs Pictures
- Sociétés de distribution : ARP Sélection (France)
- Pays de production :  Iran
- Langue originale : persan
- Format : couleur
- Genre : Drame
- Durée : 77 minutes (1 h 17)
- Dates de sortie :
  - France : 23 mai 2023 (Festival de Cannes)
  - France : 13 mars 2024 (sortie nationale)

## Distribution
- Bahram Ark : l'homme qui vient déclarer la naissance de son fils David[2]
- Arghavan Shabani : Selena, une écolière qui doit acheter sa tenue pour la rentrée des classes[2]
- Servin Zabetian : Aram, une lycéenne convoquée par la directrice[2]
- Sadaf Asgari : Sadaf, une conductrice de taxi qui conteste une contravention[2]
- Faezeh Rad : Faezeh, une jeune femme qui se présente à un entretien d’embauche[2]
- Hossein Soleymani : Farbod, un jeune homme qui vient retirer son permis de conduire[2]
- Majid Salehi : Siamak, un homme au chômage qui répond à une annonce[2]
- Farzin Mohades : Ali, un réalisateur qui demande une autorisation de tournage[2]
- Gouhar Kheir Andish : Mehri, une femme qui cherche à retrouver son chien au commissariat[2]
- Ardeshir Kazemi : le vieil homme dans l'immeuble

## Distinctions

### Nominations et sélections
- Festival de Cannes 2023 : section Un certain regard[3]